# 卡克 (阿拉斯加州)
卡克（英語：Kake），是美国阿拉斯加州的一座城市，位於庫普列亞諾夫島西北部。该市的人口在2000年为710人，2010年有557人。人口在阿拉斯加州排行第51。